# Isabel dos Santos

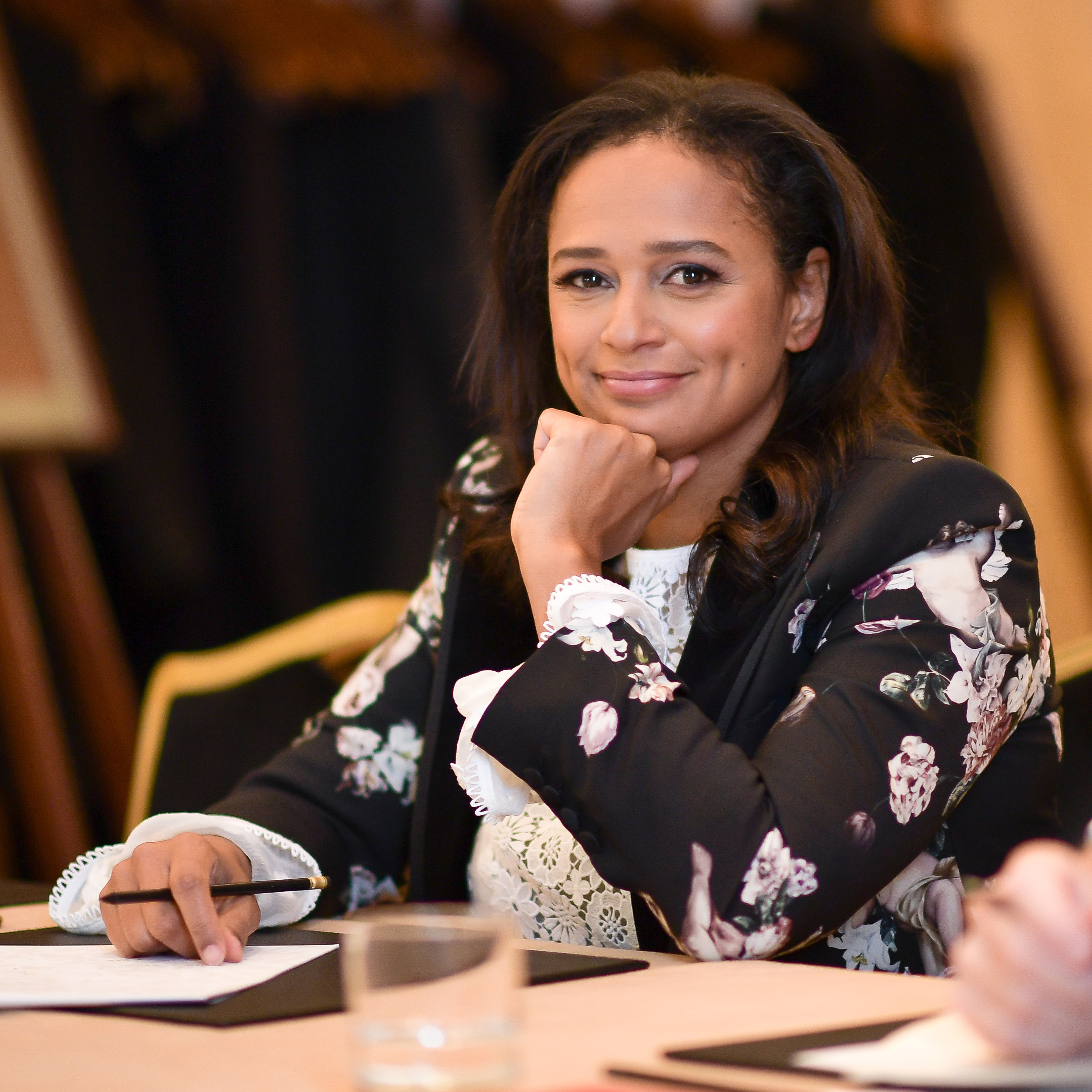
Isabel dos Santos (2019)

Isabel dos Santos (* 20. April 1973 in Baku, Aserbaidschanische SSR, UdSSR) ist die älteste Tochter des von 1979 bis 2017 amtierenden Präsidenten von Angola, José Eduardo dos Santos. Sie gilt als die größte private Investorin Angolas und ist nach Forbes Magazine die erste Dollar-Milliardärin Afrikas. Ihr persönliches Vermögen wurde im März 2013 auf über drei Milliarden Dollar geschätzt. Man wirft ihr vor, dass ihr Vermögen auf Korruption gründet.
Im Januar 2020 wurden Teile ihres angolanischen Vermögens eingefroren, nachdem die Regierung von Präsident João Lourenço nach den Korruptionsvorwürfen eine einstweilige Verfügung beantragt und ein Gericht die vorzeitige Beschlagnahmung erlassen hatte.

## Leben
Isabel dos Santos wurde 1973 in Baku geboren, wo sich ihre Mutter, Tatiana Kukanova, mit ihrem Vater, José Eduardo dos Santos, getroffen hatte, als beide Ingenieurwissenschaften an der Aserbaidschanischen Öl-Akademie studierten. Aserbaidschan war damals Teil der Sowjetunion, in der junge Kader aus ideologisch nahestehenden afrikanischen Befreiungsbewegungen wie Angolas MPLA ausgebildet wurden.
Isabel dos Santos zog mit ihrer Mutter Mitte der 1980er Jahre nach London, wo sie die St. Paul’s Girls School besuchte. Anschließend studierte sie am King’s College London, an dem sie einen Bachelor-Abschluss im Elektroingenieurwesen erreichte. Dort lernte sie ihren aus der Demokratischen Republik Kongo stammenden, im Jahr 2020 verstorbenen Mann Sindika Dokolo kennen, den Sohn eines Millionärs aus Kinshasa und seiner dänischen Frau. Die Hochzeit fand 2003 in Luanda statt; die vier Millionen US-Dollar teure Feier mit rund tausend Gästen war eine der größten Hochzeiten in der Geschichte des Landes. Trauzeuge war der damalige Minister für Erdölwirtschaft, Desidério da Costa. Isabel dos Santos hat mit ihrem Mann drei gemeinsame Kinder.

## Karriere
Mitte der 1990er Jahre zog sie nach Luanda und begann ihre Geschäftskarriere zunächst als Teilhaberin des Miami Beach Club auf der Ilha de Luanda, damals einer der ersten Nachtclubs in Angolas Hauptstadt. Sie arbeitete als Ingenieurin bei dem Unternehmen Urbana 2000, das mit der Müllabfuhr in der Hauptstadt beauftragt war. Aufgrund der Kommunikationsprobleme zwischen den Fahrzeugen entschied sie, die Fahrer mit Walkie-Talkies auszustatten, um den logistischen Ablauf besser koordinieren zu können. Sie gründete eine Vertriebsgesellschaft für Walkie-Talkies, die sie in ein riesiges Kommunikationsunternehmen umwandelte, nachdem 1998 das Monopol der staatlichen Angola Telecom beendet worden war. An ihrem Unternehmen Unitel waren hochrangige Politiker der Regierungspartei MPLA beteiligt. Im Mai 2000 erteilte der Ministerrat der Unitel die Genehmigung, im gesamten Staatsgebiet den Mobiltelefondienst der Norm GSM einzuführen.
Als 1999 das südafrikanische Unternehmen De Beers aufgrund der internationalen Sanktionen gegen die UNITA die Diamantenaufkäufe in Angola stoppte, entstand das angolanische Diamantenvertriebsunternehmen Ascorp, an dem die Trans-African Investment Services (TAIS) zu 24,5 % beteiligt sind, die Isabel dos Santos und ihrer Mutter Tatiana Kukanova gehören. Im Jahr 2000 wurde TAIS in Iaxonh Limited mit Sitz in Gibraltar umbenannt. In den folgenden Jahren beteiligte sich Isabel dos Santos an Banken, einer Supermarktkette, Multimediaunternehmen, einer Brauerei der Gruppe Heineken und einer Schweizer Diamantfabrik.
Isabel dos Santos verwaltet das Familienvermögen, das ihr Vater während seiner autoritären Herrschaft in Angola angehäuft hat. Angola ist der zweitgrößte Ölproduzent Afrikas. Ihr Vater regierte mit Hilfe von Verwandten, Generälen und dem ehemaligen Chef des staatlichen Erdölkonzerns Sonangol (Sociedade Nacional de Combustíveis de Angola). Dieser Personenkreis wurde nach dem Präsidentenpalast „Futungo-Clique“ genannt. Diese Regierung und ihr – als kleptokratisch bezeichnetes – Patronagenetzwerk privatisierten große Teile der Öleinnahmen. Die Grenzen zwischen Politik und Privatgeschäften sind fließend. Die nichtstaatliche Organisation Human Rights Watch hat im Dezember 2011 die Regierung von Angola aufgefordert, Auskünfte zu erteilen, wo 25 Milliarden Euro verblieben sind, die im Zusammenhang mit der Sonangol in der Staatskasse fehlen. Es muss davon ausgegangen werden, dass die fehlenden Ölmilliarden in Beteiligungen geflossen sind, vor allem in Portugal, und vornehmlich in die der Familie des Präsidenten José Eduardo dos Santos, speziell in die seiner Tochter Isabel.
Die brasilianische Bundespolizei ermittelt seit 2009 zur Veruntreuung von mindestens 19,5 Millionen Euro, die von der Sonangol über ein verwickeltes Netzwerk von Unternehmen in Steuerparadiesen nach Brasilien zum Bau von zwei Luxusresorts in Paraíba umgeleitet wurden, in die Isabel dos Santos verwickelt sei.
Isabel dos Santos wurde von der portugiesischen Zeitung Público als „gute Geschäftsfrau“ und „harte Verhandlungspartnerin“ beschrieben, die „extrem dynamisch und intelligent“, außerdem „professionell“, „korrekt“ und „sympathisch“ sei und „gut aussieht“. Die Financial Times schrieb im März 2013, dass „auch einige Kritiker Isabel dos Santos’ Fähigkeiten als Unternehmerin anerkennen“. Im selben Interview sagt Isabel dos Santos, sie sei Geschäftsfrau, nicht Politikerin.
Sie wurde zur Schlüsselfigur für die Verwaltung des Familienvermögens und nahm über verschiedene Holdings den Erwerb von Eigentum und Beteiligung an (oder auch Übernahme von) Unternehmen in Angola und im Ausland, besonders Portugal, vor.

## Investitionen in Portugal und Angola
Sie verfügt mindestens seit 2008 über Beteiligungen in den Bereichen Telekommunikation, Medien, Finanzen, Energie, Industrie, sowohl in Angola als auch in Portugal (Wein- und Olivensparte). Neben ihrem geschäftlichen Interesse an Erdöl und Diamanten besitzt Isabel dos Santos auch Aktien an dem angolanischen Zementunternehmen Nova Cimangola. Ihr Mann Dokolo, der auch im Diamantgeschäft tätig war, saß im Vorstand des Unternehmens.
Isabel dos Santos ist über die Unitel International Holdings BV zu 29 % Aktionärin von ZON Multimédia in Portugal. Im November 2012 wurde sie Mitglied des Vorstands von ZON ohne geschäftsführende Funktionen. Im Dezember 2012 gab sie die Fusion mit Sonaecom zu ZON Optimus, heute NOS, bekannt. Sie gehörte zu den Gründern der angolanischen Banco BIC Português, die die staatliche Banco Português de Negócios (BPN) vom portugiesischen Staat kaufte, und war mit Genehmigung der Banco de Portugal Vorstandsmitglied. Sie hielt außerdem Beteiligungen an dem Unternehmen Galp Energia und an der Banco de Fomento de Angola (BFA).
Im Jahr 2010 kaufte Isabel dos Santos mit ihrer Santoro Holding 9,99 Prozent Anteile an der portugiesischen Banco Português de Investimento (BPI) und erhöhte im März 2012 auf insgesamt 19,43 Prozent.
In dem Joint-Venture-Unternehmen mit dos Santo lancierte die portugiesische ZON Multimédia den TV-Sender ZAP, ein satellitenbasiertes Pay-TV Programm. 30 Prozent des Geschäfts bleiben bei ZON, während sie die verbleibenden 70 Prozent Anteile über die SOCIP – Sociedade de Investimentos e Participações, S.A., einer angolanischen Investitions- und Beteiligungsgesellschaft, hält. Ein Vertrag der SOCIP mit der portugiesischen Unternehmensgruppe Sonae sichert ihr einen wesentlichen Anteil an zwei groß angelegten Initiativen dieser Gruppe in Angola, der Supermarktkette Continente und einer Immobilienfirma.
Der Ausgangspunkt war die Schaffung von Unitel in Partnerschaft mit Portugal Telecom. Außer Isabel dos Santos waren bei der Gründung Brigadier Leopoldino Fragoso Nascimento, Anthony Van-Dunem und Manuel Augusto da Fonseca aus der Kanzlei von Sonangol beteiligt, dazu der französisch-brasilianische Geschäftsmann Pierre Falcone, bekannt aus der Affäre Angolagate.
Die Entwicklung eines Walkie-Talkie-Systems ebnete den Weg für ihren späteren Vorstoß in die Telekommunikation. Nach einem – ihrer Aussage nach fairen – Bieterverfahren schuf sie den größten Mobilfunkbetreiber in Angola in Partnerschaft mit Portugal Telecom, Sonangol und Vidatel.
Durch Unitel Internacional, einer Investment-Plattform Unitels, in der Portugal Telecom keine Präsenz hat, wurde der Operator T+ erworben und damit die Lizenz, den zweiten Mobilfunknetzbetreiber in Kap Verde und São Tomé und Príncipe aufzubauen.
Mitte 2012 betrug das Vermögen von Isabel dos Santos in Portugal mehr als 1,4 Milliarden Euro.
Mit ihrem eigenen angolanischen Unternehmen Condis unterzeichnete Isabel dos Santos im April 2011 eine Partnerschaft mit dem portugiesischen Sonae-Konzern für gemeinsame Entwicklung und Betrieb einer Kette von Supermärkten in Angola unter der Bezeichnung Continente. Diese Partnerschaft kündigte sie im September 2015 auf und eröffnete im Mai 2016 die Hypermarktkette Candando mit ihrer in Contidis umbenannten Unternehmensgruppe. Dabei übernahm sie auch den Anteil von 49 %, den der Sonae-Konzerns an Condis besaß. Contidis betreibt in Angola 16 Geschäfte, darunter fünf Hypermärkte der Marke Candando, drei der Marke Wammo, drei Cafeterias der Marke Crëmme, drei Apotheken, ein Optikergeschäft sowie einen Kinderladen (Stand Mai 2019). Außerdem ist sie Eigentümerin des Getränkeherstellers Sodiba.

## Bedenken in Portugal
Das beträchtliche Wachstum des Geschäftsvolumens von dos Santos im portugiesischen Kommunikationssektor hat zu Befürchtungen in lusitanischen Medien geführt. In redaktionellen Pressebeiträgen kommt die Monopolstellung aufgrund der jüngsten Transaktionen 2012 zum Ausdruck. Durch die Fokussierung auf Angola und Portugal würde dies zu einem Monopol in einigen Bereichen der portugiesischen Kommunikations- und Medienbranche führen. Isabel dos Santos sagte dazu, sie habe keinerlei Interesse an den angolanischen oder portugiesischen Medien. Darüber hinaus wird Isabel dos Santos auch einseitige politische Verzerrung sowie Missbrauch von Insider-Informationen über ihre Kontakte in Portugal vorgeworfen. Das Engagement von Isabel dos Santos in der Wirtschaft Portugals scheint einer klaren Strategie zu folgen. In den Jahren 2009–2012 hat ihr Anteil exponentiell zugenommen. Die Interessenbereiche sind das Kommunikations- und das Finanzsystem. Beide Segmente haben auch Priorität für Investitionen in ihren eigenen Gesellschaften in Angola und im Ausland. Isabel dos Santos, derzeit eine der größten Unternehmerinnen ihres Landes, baut ihr Geschäft in Europa ohne Diversifizierung der ihr dienenden Geschäftsfelder aus. Die Sorge der portugiesischen Wirtschaftsakteure kann durch die jüngsten Beteiligungen der angolanischen Geschäftsfrau somit begründet werden.

## Korruptionsvorwürfe ab 2017,Luanda Leaks

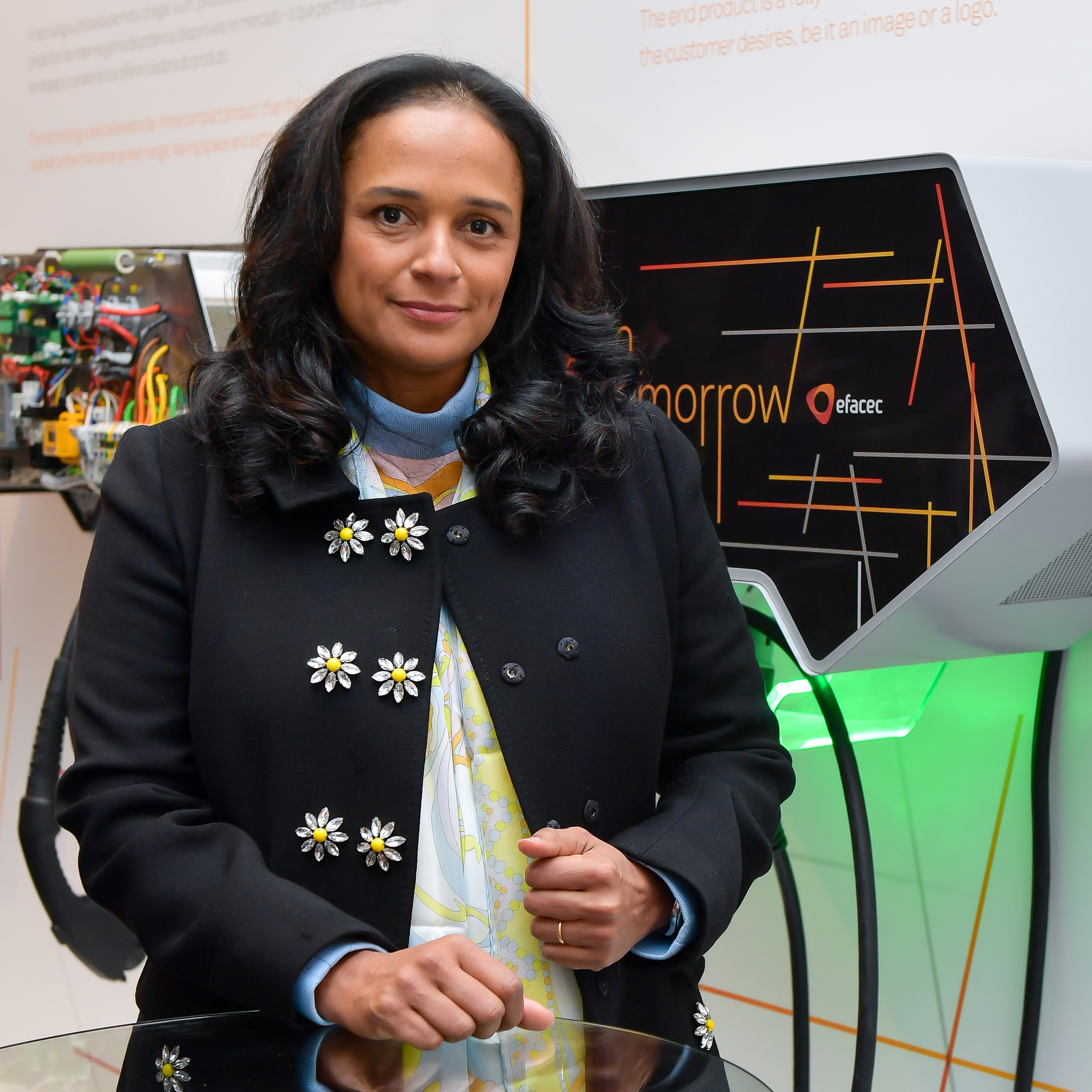
Isabel dos Santos (2019)

Nach dem Ausscheiden von dos Santos’ Vater aus dem Präsidentenamt im Herbst 2017, nach fast 40 Jahren an der Spitze des Landes, wurde Isabel dos Santos als Vorstandsvorsitzende des staatlichen Ölkonzern Sonangol und zwei ihrer Brüder aus der Verwaltung eines staatlichen Fernsehsenders entlassen. Monate später beschuldigte Carlos Saturnino, dos Santos' Nachfolger bei Sonangol, sie öffentlich des Missmanagements und sagte, ihre Amtszeit sei von Interessenkonflikten, Steuervermeidung und übermäßigem Vertrauen in „Berater“ geprägt. Saturnino erklärte, sie habe „Beratungszahlungen“ in Höhe von 135 Millionen US-Dollar bewilligt, von denen der größte Teil zu einem Scheinunternehmen in Dubai überwiesen wurden, allein am Tag ihrer Entlassung von Sonangol wurden illegal rund 38 Millionen US-Dollar auf ein Bankkonto in Dubai überwiesen – die Überweisung wurde nur Stunden nach ihrer Abberufung ausgelöst.
Nach der Übergabe der Präsidentschaft 2017 an João Lourenço begannen zunehmend Korruptionsvorwürfen gegen dos Santos und weitere Angehörige der bisher unantastbaren Familie von Seiten der neuen Regierung öffentlich zu werden. Einer Vorladung der Generalstaatsanwaltschaft 2017 zu einer Vernehmung über die Herkunft ihres Vermögens kam sie nicht nach und lebte seitdem zwischen London, Lissabon und Dubai. Seither twittert sie regelmäßig und veröffentlicht Warnungen vor „wirtschaftlichen und tiefgreifenden politischen Krisen“ in Angola.
Ende Dezember 2019 verfügte das Gericht der Provinz Luanda, die Vermögenswerte und Konten von Isabel dos Santos, ihres Ehemanns Sindika Dokolo sowie des Geschäftspartners Mário Filipe Moreira Leite da Silva (unter anderem EFACEC, Kento Holding, Santoro Finance) einzufrieren und unter treuhänderische Verwaltung zu stellen. Die Justiz forderte, mit besonderem Fokus auf den Genfer Diamantenjuwelier De Grisogono und den Staatskonzern Sonangol, dass sie wegen illegaler Bereicherung 1,136 Milliarden Dollar an den Staat zurückzuzahlen habe.
Das Internationale Netzwerk investigativer Journalisten (ICIJ) veröffentlichte am 19. Januar 2020 unter dem Titel Luanda Leaks mehr als 700.000 E-Mails, Dokumente und Verträge, die der afrikanischen Journalistengruppe Platform to Protect Whistleblowers in Africa (PPLAAF) zugespielt wurden, die sie mit den Journalisten des ICIJ teilte. Die achtmonatige Analyse der Dokumente durch die beteiligten Journalisten gewährt neue Einblicke und zeigt Details zu der Art und Weise, wie dos Santos in zwei Jahrzehnten durch die Protektion der autokratischen Regierung ihres Vaters zur wichtigsten Geschäftsfrau des Öl- und Diamantenstaats Angola und mehrfachen Milliardärin aufstieg, Staatseigentum in einer Serie zwielichtiger Verkäufe erwarb und später außer Landes transferierte. Dafür wurden mehr als 400 Firmen in 41 Jurisdiktionen, davon fast 100 in Steueroasen wie Luxemburg, Malta, Mauritius und Hongkong, von dos Santos und ihren willigen Helfern gegründet, die immer wieder von öffentlichen Aufträgen und staatlichen Darlehen profitierten. So investierte sie immer wieder in Immobilien und verschleierte dabei systematisch ihr Vorgehen. Dos Santos zählte dabei auf die Mitwirkung zahlreicher Helfer im Westen, die ihr aus Staatsgeldern finanziertes Imperium aufgebaut haben. Neben Anwälten, Bankern, Treuhändern ermöglichten auch die großen Wirtschaftsprüfer und -berater Deloitte, Ernst & Young, KPMG und PricewaterhouseCoopers (PwC), aber auch Boston Consulting und McKinsey dos Santos den Griff in die Staatskasse und verliehen ihr dabei den Anschein von Seriosität und Legitimität. Manche Finanzinstitute wie Citibank, Barclays und Deutsche Bank haben sich in den letzten Jahren allerdings geweigert, mit der dos Santos-Familie zusammenzuarbeiten, wie aus den Dokumenten hervorgeht.
Im Kern waren die Vorwürfe schon bekannt, nun wurden sie auch mit detaillierteren Dokumenten unterlegt. Aus den „Luanda-Leaks“ geht unter anderem hervor, auf welche Weise dos Santos versuchte, ihre Investitionen im Immobiliensektor zu verschleiern. Bevor sie und ihr Ehemann Sindika Dokolo im Dezember 2015 ein Appartement in der Luxusresidenz La Petite Afrique in Monaco für 50 Millionen Euro erwarben, gründete ihr Ehemann in Malta die Scheinfirma „Athol Limited“, bei der sie enge Vertraute als Geschäftsführer einsetzten. Als Käufer der Luxusimmobilie trat nur die Athol Ltd. in Erscheinung. Nach diesem Prinzip erwarb das Paar Dutzende Immobilien und Grundstücke in Angola sowie Appartements in London, Dubai, Lissabon und an der portugiesischen Algarve. E-Mails zeigen ferner, dass ihr westliche Banken trotz Geldwäschevorschriften, der Panama Papers 2016 und ein Jahr später der Paradise Papers, weiterhin halfen. Die in London lebende dos Santos bestritt alle Vorwürfe und nannte die Anschuldigungen eine „Hexenjagd“, stellte sich als Opfer politischer Verfolgung dar und kündigte an, bei den für 2022 anberaumten Wahlen in Angola als Präsidentschaftskandidatin anzutreten.
Isabel dos Santos’ Privatbankier, Nuno Ribeiro da Cunha, als Private-Banking-Direktor der portugiesischen Bank Eurobic zuständig für ihr Vermögen, wurde am 22. Januar 2020 in der Garage seines Wohnhauses in Lissabon tot aufgefunden. Die Portugiesische Polizei ging von einem Suizid aus. Wenige Stunden zuvor hatte die angolanische Staatsanwaltschaft Anklage gegen dos Santos, Ribeiro da Cunha und weitere vier Personen wegen Unterschlagung, Veruntreuung und Geldwäsche erhoben. Isabel dos Santos war mit 42,5 % Hauptaktionärin der EuroBic, hatte ihren Anteil jedoch schon vor der Anklage verkauft. Bereits am 7. Januar 2020 war da Cunha in Vila Nova de Milfontes schon einmal mit schweren Verletzungen aufgefunden worden.
Im November 2022 wurde ein Haftbefehl durch Interpol verkündet.

### Deutsche Staatsanwaltschaft ermittelt in Frankfurt/Main
Im Zusammenhang mit fragwürdigen Angola-Geschäften der staatlichen KfW-Ipex-Bank hat die Staatsanwaltschaft Frankfurt am Main im Mai 2020 Ermittlungen eingeleitet. Ermittler des Bundeskriminalamts führten Durchsuchungen bei der Tochterbank der staatlichen KfW in Frankfurt am Main durch. Dem Vernehmen nach geht es dabei unter anderem um den Verdacht der Untreue zu Lasten der Bank. Nach Medienberichten nahmen die Ermittler mehrere Aktenordner an Unterlagen mit, außerdem soll die Bank aufgefordert worden sein, weitere Unterlagen nachzuliefern. Wie bekannt, gelangten über die staatliche KfW-Ipex-Bank rund 50 Millionen Euro an Isabel dos Santos. Im September 2021 verhängte die Staatsanwaltschaft Frankfurt am Main gegen die Staatsbank in diesem Zusammenhang eine Geldbuße von 150.000 Euro „wegen eines fahrlässigen Verstoßes gegen das Geldwäschegesetz“.

## Unternehmen und Holdings
Von Isabel dos Santos gegründete Holdings:
- Unitel International Holdings BV (Namensänderung von Kento und Jadeium, eingetragen in Amsterdam, Telekommunikation, Dachorganisation für Investitionen in Portugal)
- Santoro Finance (eingetragen in Lissabon, Banken etc.)
- Esperanza (eingetragen in Amsterdam, Energie, Öl etc.)
- Condis (eingetragen in Luanda, Retailgeschäft)
- Ciminvest (Isabel dos Santos ist Investorin der Ciminvest SA, die eine Beteiligung an dem angolanischen Zementunternehmen Nova Cimangola hält)[84]

Für alle Unternehmen mit Beteiligung von Isabel dos Santos siehe:
- Liste der Unternehmen (Stand Januar 2020)

## Präsidentin des Roten Kreuzes von Angola
Dos Santos gab im April 2018 ihre Funktion als Präsidentin des angolanischen Roten Kreuzes nach zwölf Jahren im Amt auf, nachdem in der Presse Kritik an ihrer Führung aufgekommen war, weil die Gehälter der 115 Angestellten elf Monate nicht bezahlt worden waren.

## Einreiseverbot in die Vereinigten Staaten
Im Dezember 2021 verhängte das US-Außenministerium ein Einreiseverbot für Dos Santos, einige ihrer Familienmitglieder und zwei ehemalige angolanische Generale wegen „signifikanter Korruption“. Das Ausmaß der Korruption wurde durch die Auswertung der Panama Papers enthüllt.

## Dokumentarfilme
- Especial Informação „Luanda Leaks“ - Angola, 2020, 52 Min. Televisão Pública de Angola, 20. Januar 2020